# خرخرة (نبات)
خَرْخَرة (في اليمن)  نبات من جنس الصَّبِر